# 큰머리아마존강거북

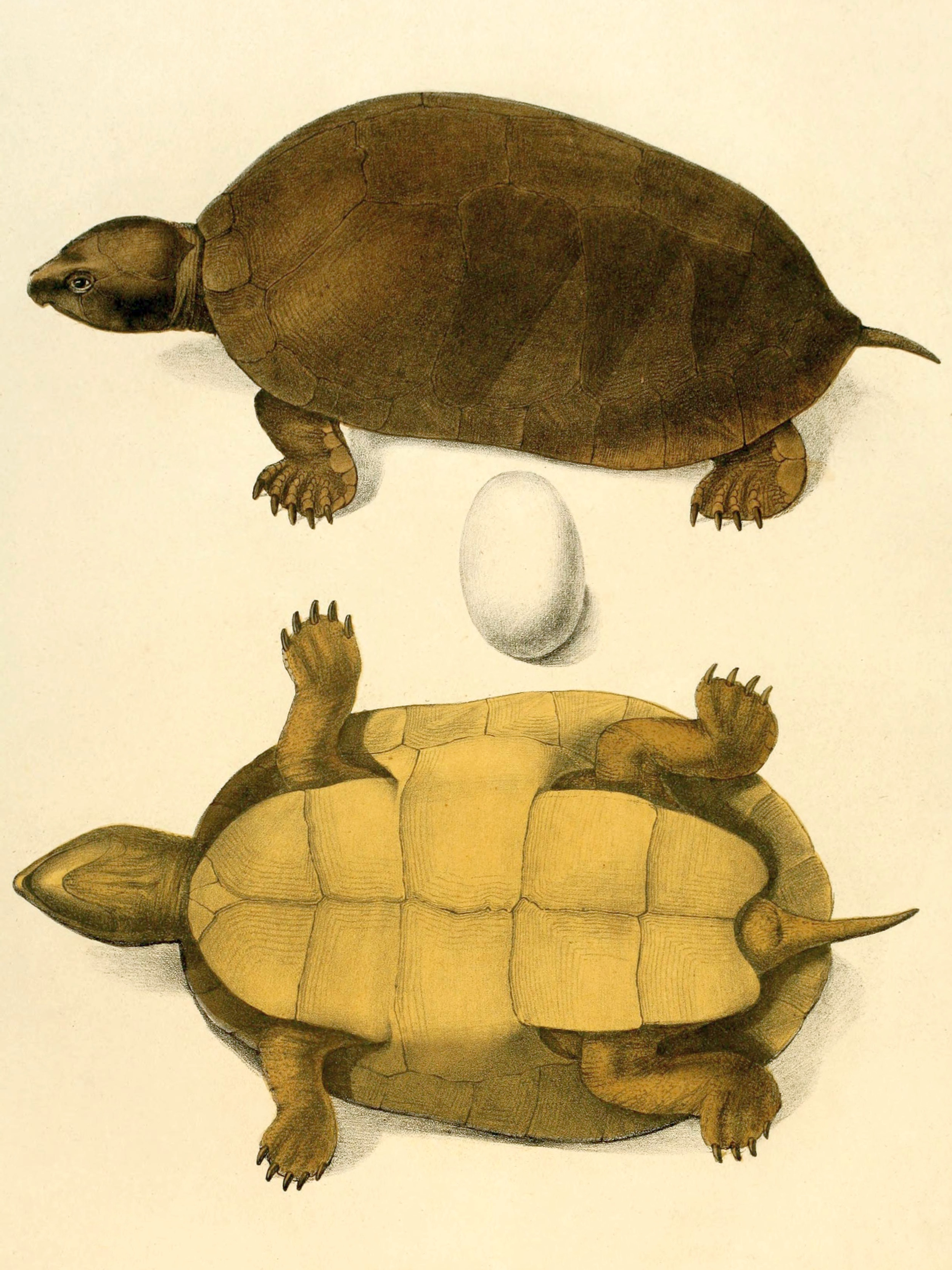

큰머리 아마존강 거북(학명:Peltocephalus dumerilianus)은 곡경아목 큰가로목거북과에 속하는 거북이다. 몸길이는 50~60cm로 중형인 거북에 속한다.

## 특징과 먹이
큰머리 아마존강 거북은 이름처럼 머리가 다른 담수에 사는 거북들에 비해 몸이 큰 것이 특징이다. 몸의 색상은 녹색으로 되어 있으며 눈 주위에는 노란색의 띠를 가지고 있다. 또한 갑피에는 줄무늬가 없는 것도 큰머리 아마존강 거북이 가지는 특징이다. 아라우 거북과 함께 현재는 멸종한 거북의 종인 스투펜데미스와도 가까운 사촌 관계인 거북이다. 먹이로는 수생 식물, 과일, 씨앗 및 물고기와 작은 동물들을 주로 먹는 잡식성인 거북에 속한다.

## 서식지
큰머리 아마존강 거북의 주요한 서식지는 남아메리카의 브라질, 콜롬비아 프랑스령 기아나, 베네수엘라, 에콰도르와 페루이며 주로 수심이 비교적 깊은 강, 연못, 호수에서 서식하는 종이다. 수풀이 많은 곳을 서식지로 선호하는 종이다.

## 같이 보기
- 거북
- 파충류
- 남아메리카